# Vlagtwedde

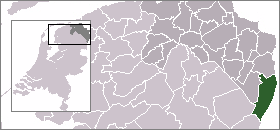
Vlagtweddes läge (grönt) i Groningen (mörkgrått)

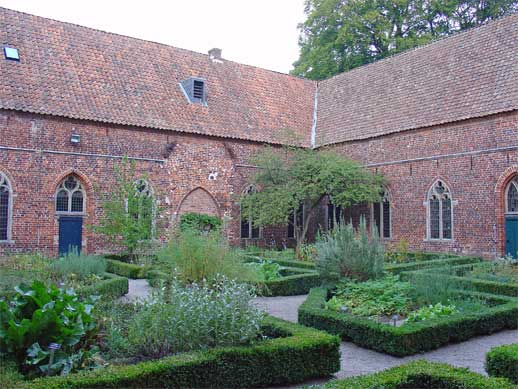
Örtagård av klostret Ter Apel.

Vlagtwedde är en historisk kommun i provinsen Groningen i Nederländerna. Kommunens totala area är 170,51 km² (där 2,77 km² är vatten) och invånarantalet är på 16 514 invånare (2005).